# Takawat I
Takawat I (auch: Takaouat I, Takawat 1, Takawatt 1) ist ein Dorf in der Stadtgemeinde Filingué in Niger.

## Geographie
Das von einem traditionellen Ortsvorsteher (chef traditionnel) geleitete Dorf liegt im Trockental Dallol Bosso. Es befindet sich rund sechs Kilometer südöstlich des Stadtzentrums von Filingué, der Hauptstadt des gleichnamigen Departements Filingué, das zur Region Tillabéri gehört. Das östliche Nachbachdorf von Takawat I ist Takawat II.
Es herrscht das Klima der Sahelzone vor, mit einer durchschnittlichen jährlichen Niederschlagsmenge zwischen 300 und 400 mm. Takawat I ist Teil einer etwa 70.000 Hektar großen Important Bird Area, die unter der Bezeichnung Dallol Boboye den mittleren Abschnitt des Dallol Bosso vom Stadtzentrum von Filingué bis circa 15 Kilometer südlich von Balleyara umfasst.

## Geschichte
Das Dorf Takawat I wurde 1917 gegründet. Im Ort wurden das Dürrejahr 1973 als Shell („Nichts“) und das Dürrejahr 1984 als Kantchagalagé („Nimm deine Sachen und geh!“) bezeichnet.

## Bevölkerung
Bei der Volkszählung 2012 hatte Takawat I 421 Einwohner, die in 57 Haushalten lebten. Bei der Volkszählung 2001 betrug die Einwohnerzahl 367 in 49 Haushalten und bei der Volkszählung 1988 belief sich die Einwohnerzahl auf 343 in 57 Haushalten.
In Takawat I wird die Sprache Hausa gesprochen.

## Wirtschaft und Infrastruktur
Es gibt eine Schule im Dorf. Bei Takawat I verläuft die 62,3 Kilometer lange Landstraße RR6-004 zwischen dem Stadtzentrum von Filingué und dem Gemeindehauptort Bonkoukou.